# TV K3
TV K3 (ehemals Televizija Kanal 3) ist ein 1994 gegründeter privater Fernsehsender aus der Stadt Prnjavor, gelegen in der Republika Srpska in Bosnien und Herzegowina. Der Sender strahlt viele spanische und mexikanische Telenovelas, serbische (bzw. jugoslawische oder serbisch-montenegrinische) und internationale Filme und Serien sowie Musikvideos einheimischer Künstler aus. Darüber hinaus strahlt der Sender täglich fünf Stunden Eigenproduktionen aus. Hierfür werden 35 Vollzeitmitarbeiter beschäftigt.
Der Sender verfügt über ein 200 m² großes Fernsehstudio modernster Ausstattung, in dem auch sein Sitz untergebracht ist. Der Sender plant zudem die Errichtung eines reinen Studios mit 300 m² Fläche.
TV K3 ist in der Republika Srpska, in Teilen der angrenzenden Föderation Bosnien-Herzegowinas sowie Teilen Kroatiens analog über Antenne zu empfangen. Nach Angaben der RAK (Reg. Kommission für Medien BiH), können 2,4 Millionen Menschen TV K3 empfangen. Seit 1. Oktober 2013 wird der Sender zudem über den Satelliten Eutelsat 16A europaweit ausgestrahlt.